# فویو-زاکورا
فویو-زاکورا (به ژاپنی: 冬桜 フユザクラ Fuyu-zakura) (نام علمی: ’Cerasus × parvifolia ‘Fuyu-zakura) نام یک نوع درخت ساکورای باغی است. معنی آن ساکورای زمستان است. از ترکیب گیلاس اوشیما و مامه-زاکورا به وجود آمده‌است. کاشت آن از دوره ادو رواج پیدا کرده‌است. شکوفهٔ آن در ماه اکتبر گل آن شکوفا می‌شود و تا اوایل بهار بر درخت باقی می‌ماند. اینچنین ساکوراهایی که چند ماه شکوفا هستند، کان-زاکورا هم خوانده می‌شوند. درخت آن کوچک است و برگ‌های آن زیاد نیست.

## ویژگی گل
- تعداد گلبرگ: ۵ عدد
- رنگ:سفید
- قطر گل: ۳٫۰ تا ۴٫۰ سانتیمتر
- زمان گل‌دهی:از اواسط ماه اکتبر تا اواخر ماه مارس همواره گل آن شکوفاست.
- محل نمونه:پارک کوگانه‌ای در توکیو[۲]